# Danny DeVito

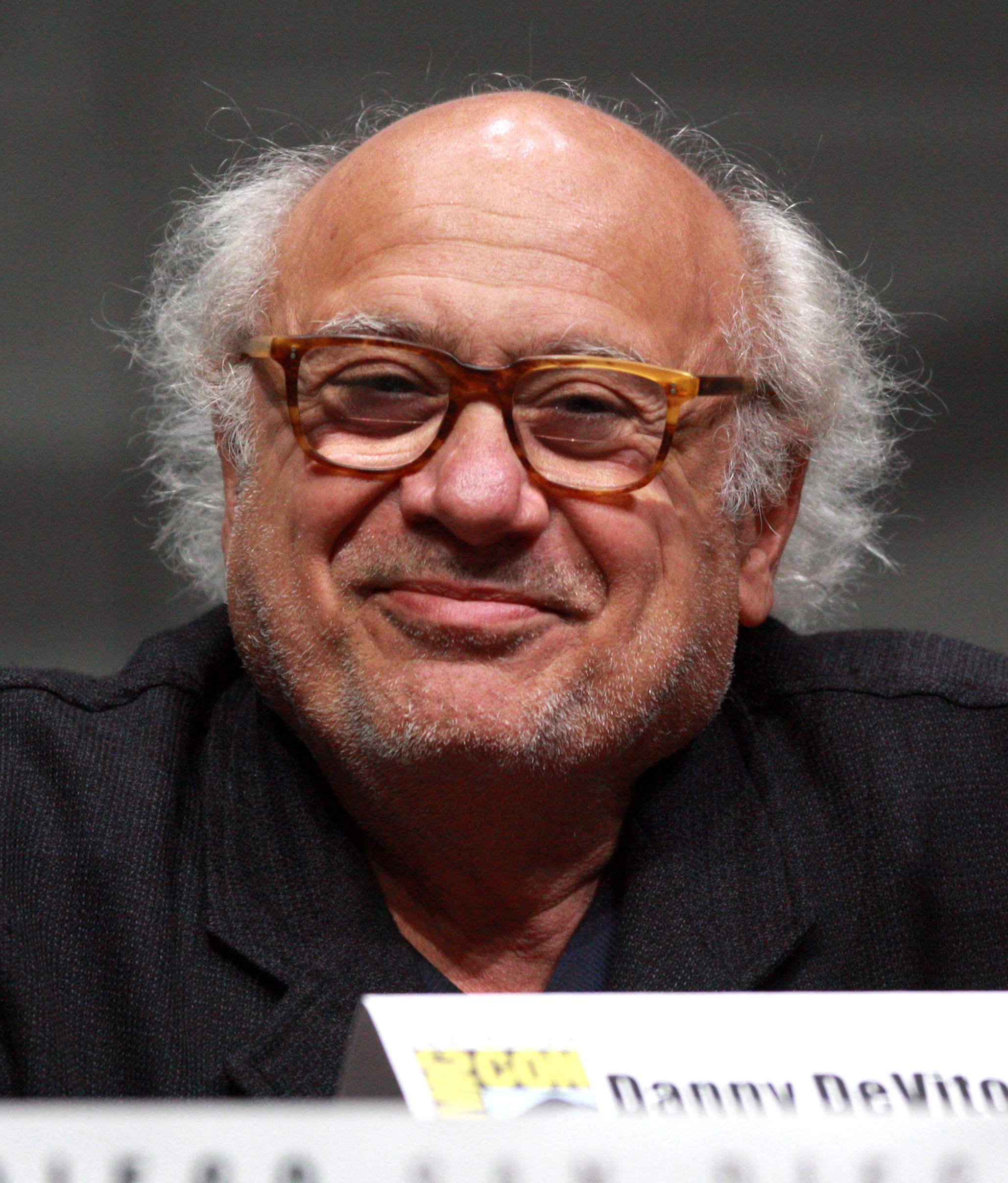
Danny DeVito (2013)

Daniel Michael „Danny“ DeVito Jr. (* 17. November 1944 in Asbury Park, New Jersey) ist ein US-amerikanischer Schauspieler, Regisseur und Filmproduzent.

## Leben
DeVitos Familie stammte von den Arbëresh ab, Angehörige einer alteingesessenen albanischen Minderheit aus der Region Kalabrien und Basilikata in Italien. Er begann als Kosmetiker im Schönheitssalon seiner Schwester und ging an die American Academy of Dramatic Arts in New York City, um Maskenbildner zu werden, wechselte dann aber zur Schauspielerei. Während seines Studiums teilte er sich sein Zimmer mit seinem Kommilitonen Michael Douglas. DeVito ist seit 1982 mit der Schauspielerin Rhea Perlman, bekannt aus der Sitcom Cheers, verheiratet. Sie lernten sich 1970 bei der Broadway-Aufführung The Shrinking Bride kennen. Beide haben drei gemeinsame Kinder, darunter die Schauspielerin Lucy DeVito.
Wegen seiner geringen Körpergröße – DeVito ist mit rund 1,50 Metern einer der kleinsten Schauspieler Hollywoods – hatte es DeVito anfangs schwer, im Filmgeschäft Fuß zu fassen. Eine seiner ersten Rollen war der geisteskranke Martini in der Bühnenversion des Romans Einer flog über das Kuckucksnest. Als das Buch sieben Jahre später mit Jack Nicholson verfilmt wurde, erinnerte sich Michael Douglas als Produzent des Films an seinen Freund aus Studienzeiten und engagierte ihn für das Projekt. Der große Erfolg des Films Einer flog über das Kuckucksnest beim Publikum und in der Kritik verhalf DeVito zum Durchbruch.
Von 1978 bis 1983 war DeVito neben Andy Kaufman in der Sitcom Taxi zu sehen. Bei einigen Episoden führte er auch Regie. Mitte der 1980er Jahre drehte er gemeinsam mit Michael Douglas und Kathleen Turner die Abenteuerfilme Auf der Jagd nach dem grünen Diamanten und Auf der Jagd nach dem Juwel vom Nil und etablierte sich als Hollywood-Star und einer der führenden Filmkomödianten. 1987 fungierte DeVito für die schwarze Komödie Schmeiß’ die Mama aus dem Zug!, einer Variante von Der Fremde im Zug, erstmals als Regisseur bei einem Kinofilm. Weitere große Erfolge hatte DeVito mit Twins neben Arnold Schwarzenegger und seiner dritten Regiearbeit Der Rosenkrieg, in der ebenfalls Michael Douglas und Kathleen Turner mitwirkten. 1992 drehte er Hoffa, ein Porträt über den einflussreichen und in das organisierte Verbrechen verstrickten Gewerkschaftsführer Jimmy Hoffa.
Neben seiner Karriere als Schauspieler war DeVito auch als (ausführender) Produzent erfolgreich. 1992 gründete er zusammen mit seiner Ehefrau und Michael Shamberg die Produktionsfirma Jersey Films und war maßgeblich an der Entstehung von Filmen wie Reality Bites, Pulp Fiction, Schnappt Shorty, Out of Sight, Garden State und Erin Brockovich beteiligt. Für letzteren erhielt er eine Oscar-Nominierung in der Kategorie Bester Film. Einer von DeVitos persönlichsten Filmen ist Der Mondmann mit Jim Carrey von 1999. Es geht darin um seinen früheren Taxi-Kollegen Andy Kaufman, der in jungen Jahren an Krebs starb. Für die Musik aller seiner Filme war der Komponist David Newman verantwortlich.
Am 18. August 2011 wurde DeVito auf dem Hollywood Walk of Fame mit einem Stern in der Kategorie Fernsehen geehrt. Vor den Präsidentschaftsvorwahlen der Demokratischen Partei 2020 und den Präsidentschaftswahlen brachte DeVito erneut seine Unterstützung für den demokratischen Kandidaten Bernie Sanders zum Ausdruck.

## Deutsche Synchronstimme
DeVito wurde in der ZDF-Fassung der Fernsehserie Taxi noch von Fred Maire synchronisiert, in der späteren RTL-Fassung übernahm Michael Habeck diese Rolle. In früheren Kinofilmen hatte DeVito keine Feststimme, in Einer flog über das Kuckucksnest wurde er von Mogens von Gadow synchronisiert. Ab den 1980er Jahren teilten sich Gerd Duwner und Michael Habeck die Synchronisation, eine Ausnahme ist Zeit der Zärtlichkeit, wo ihm Donald Arthur die deutsche Stimme verleiht. Ab den 1990er Jahren wurde vermehrt Klaus Sonnenschein als deutsche Stimme besetzt. Seit Beginn der 2000er Jahre hat DeVito keine Feststimme, zu den deutschen Stimmen zählen u. a. Gerhard Jilka, Roland Hemmo oder Axel Lutter.

## Filmografie
Darsteller
- 1970: Dreams of Glass
- 1971: Mortadella (La Mortadella)
- 1971: Bananas (Bananas)
- 1973: Scalawag
- 1975: Einer flog über das Kuckucksnest (One Flew Over The Cuckoo’s Nest)
- 1977: Der größte Liebhaber der Welt (The World’s Greatest Lover)
- 1977: Starsky & Hutch (Fernsehserie, Folge Die Wucherin und ihr Gehilfe)
- 1978: Der Galgenstrick (Goin’ South)
- 1978–1983: Taxi (Fernsehserie)
- 1979: Swap Meet
- 1981: Affen, Gangster und Millionen (Going Ape!)
- 1983: Zeit der Zärtlichkeit (Terms of Endearment)
- 1984: Johnny G. – Gangster wider Willen (Johnny Dangerously)
- 1984: Auf der Jagd nach dem grünen Diamanten (Romancing the Stone)
- 1984: T.V. – Total verrückt (The Ratings Game)
- 1985: Auf der Jagd nach dem Juwel vom Nil (The Jewel of the Nile)
- 1986: Wise Guys – Zwei Superpflaumen in der Unterwelt (Wise Guys)
- 1986: Die unglaubliche Entführung der verrückten Mrs. Stone (Ruthless People)
- 1987: Tin Men
- 1987: Schmeiß’ die Mama aus dem Zug! (Throw Momma from the Train)
- 1988: Twins – Zwillinge (Twins)
- 1989: Der Rosenkrieg (The War of the Roses)
- 1991: Das Geld anderer Leute (Other People’s Money)
- 1992: Batmans Rückkehr (Batman Returns)
- 1992: Jimmy Hoffa (Hoffa)
- 1993: Mein Vater – Mein Freund (Jack the Bear)
- 1994: Mr. Bill (Renaissance Man)
- 1994: Junior
- 1995: Schnappt Shorty (Get Shorty)
- 1996: Matilda
- 1996: Mars Attacks!
- 1997: Hercules (Stimme für Philoctetes)
- 1997: L.A. Confidential
- 1997: Der Regenmacher (The Rainmaker)
- 1998: Wachgeküßt (Living Out Loud)
- 1999: Der Mondmann (Man on the Moon)
- 1999: The Virgin Suicides
- 1999: The Big Kahuna – Ein dicker Fisch (The Big Kahuna)
- 2000: Der Fall Mona (Drowning Mona)
- 2000: Dumm gelaufen – Kidnapping für Anfänger (Screwed)
- 2001: Heist – Der letzte Coup (Heist)
- 2001: Schlimmer geht’s immer! (What’s the Worst That Could Happen?)
- 2002: Tötet Smoochy (Death to Smoochy)
- 2002: Austin Powers in Goldständer (Austin Powers in Goldmember)
- 2003: Anything Else
- 2004: Christmas in Love
- 2004: Big Fish
- 2004: Friends (Fernsehserie, Folge 10x11 The One Where the Stripper Cries)
- 2005: Marilyn Hotchkiss’ Ballroom Dancing And Charm School
- 2005: Be Cool – Jeder ist auf der Suche nach dem nächsten großen Hit (Be Cool)
- 2006: Relative Strangers
- 2006: Blendende Weihnachten
- 2006: Tödlicher Einsatz (Even Money)
- 2006: 10 Items or Less – Du bist wen du triffst (10 Items or Less)
- 2006: The OH in Ohio
- seit 2006: It’s Always Sunny in Philadelphia (Fernsehserie)
- 2007: Nobel Son
- 2007: The Good Night
- 2007: Reno 911! – Miami
- 2008: Just Add Water – Das Leben ist kein Zuckerschlecken (Just Add Water)
- 2009: Housebroken – Daddy ist Zurück (House Broken)
- 2009: Solitary Man
- 2010: When in Rome – Fünf Männer sind vier zuviel (When in Rome)
- 2010: I’m Still Here
- 2011: Hangover in L. A. (Girl Walks Into a Bar)
- 2012: Der Lorax (The Lorax, Stimme für Lorax)
- 2012: Hotel Noir
- 2014: The Wilderness of James
- 2015: Deadbeat (Fernsehserie, Folge 2x05)
- 2016: Wiener Dog (Wiener-Dog)
- 2016: Curmudgeons (Kurzfilm)
- 2016: The Comedian – Wer zuletzt lacht (The Comedian)
- 2018: Smallfoot – Ein eisigartiges Abenteuer (Smallfoot, Stimme für Dorgle)
- 2018: The Kominsky Method (Fernsehserie)
- 2019: Dumbo
- 2019: Jumanji: The Next Level
- 2020: Der einzig wahre Ivan (The One and Only Ivan, Stimme von Bob)
- 2021: The Survivor
- 2023: Geistervilla (Haunted Mansion)
- 2023: Poolman
- 2024: Beetlejuice Beetlejuice
- 2025: Rick and Morty (Fernsehserie, Episode 8x06, Stimme)

Regie/Produktion
- 1984: T.V. – Total verrückt (The Ratings Game)
- 1986: Unglaubliche Geschichten (Fernsehserie, Regie, Darsteller Folge 2x01)
- 1987: Schmeiß’ die Mama aus dem Zug! (Throw Momma from the Train)
- 1989: Der Rosenkrieg (The War of the Roses)
- 1992: Jimmy Hoffa (Hoffa)
- 1996: Matilda
- 1997: Gattaca
- 1998: Out of Sight
- 2000: Erin Brockovich
- 2001: So High (How High)
- 2002: Tötet Smoochy (Death to Smoochy)
- 2003: Der Appartement Schreck (Duplex)
- 2004: Garden State
- 2014: Ruhet in Frieden – A Walk Among the Tombstones (A Walk Among the Tombstones)
- 2016: Curmudgeons (Kurzfilm)

## Auszeichnungen (Auswahl)
- 1980: Golden Globe Award als Bester Nebendarsteller in einer Fernsehserie für Taxi (gemeinsam mit Vic Tayback für Alice)
- 1981: Emmy als Bester Nebendarsteller in einer Comedy, Varieté- oder Musikserie für Taxi
- 1982: Goldene-Himbeere-Nominierung in der Kategorie Schlechtester Nebendarsteller für Affen, Gangster und Millionen
- 1989: ShoWest Award als „männlicher Star des Jahres“
- 1990: nominiert für den Goldenen Bären der Filmfestspiele von Berlin für Der Rosenkrieg
- 1993: nominiert für den Goldenen Bären der Filmfestspiele von Berlin für Jimmy Hoffa
- 1993: Goldene-Himbeere-Nominierung in der Kategorie Schlechtester Regisseur für Jimmy Hoffa
- 1993: Goldene-Himbeere-Nominierung in der Kategorie Schlechtester Nebendarsteller für Batmans Rückkehr
- 2001: nominiert für den British Academy Film Award in der Kategorie Bester Film für Erin Brockovich
- 2001: Oscar-Nominierung in der Kategorie Bester Film für Erin Brockovich
- 2007: Goldene-Himbeere-Nominierung in der Kategorie Schlechtester Nebendarsteller für Blendende Weihnachten
- 2007: Preis für das Lebenswerk des Filmfestivals von Karlovy Vary
- 2010: Goldene Kamera Kategorie: „Lebenswerk International“
- 2011: Stern auf dem Walk of Fame
- 2018: Festival Internacional de Cine de San Sebastián – Donostia Award